# De pares a filles
De pares a filles (títol original en anglès: Fathers and Daughters) és una pel·lícula dramàtica italo-nord-americana dirigida per Gabriele Muccino i protagonitzada per Russell Crowe, Amanda Seyfried i Kylie Rogers. Està basada en el guió escrit el 2012 per Brad Desch.
Ha estat doblada al català.

## Argument
Jake Davis (Russell Crowe) és un novel·lista guanyador del Premi Pulitzer. La seva vida no és gens fàcil ja que ha de bregar amb l'educació de la seva filla de 5 anys després de la dramàtica mort de la seva dona en un accident de cotxe
L'educació de Katie a Nova York no resulta gens senzilla. Jake és mentalment inestable a causa de les seves crisis nervioses. Vint anys més tard, Katie (Amanda Seyfried), es converteix en una Treballadora Social que fa front a les conseqüències de la seva difícil infància atenent a nens amb problemes psicològics.

## Repartiment
- Russell Crowe és Jake Davis.[3]
- Amanda Seyfried és Katie Davis.
- Kylie Rogers és Katie Davis de petita.
- Aaron Paul és Cameron.
- Diane Kruger és Elizabeth.[4]
- Quvenzhané Wallis és Lucy.
- Janet McTeer és Carolyn.
- Octavia Spencer és Dr. Korman
- Jane Fonda és Teddy Stanton.[5]
- Bruce Greenwood és William.
- Michelle Veintimilla és la dona de l'apartament de Cameron.

## Producció

### Desenvolupament
Gabriele Muccino va ser contractat per dirigir la pel·lícula el 2013, durant el festival de Cannes Festival de cinema. Russell Crowe va ser el primer actor a unir-se al repartiment, més tard Amanda Seyfried.

### Càsting
Al novembre, Aaron Paul va ser contractat per interpretar l'interès amorós de Seyfried. Les actrius Diane Kruger, Octavia Spencer i Quvenzhané Wallis van ser contractades durant la celebració del Festival de cinema de Berlín. Aquest mateix mes, Janet McTeer també va ser contractada. A l'abril 2014, s'anuncià que Jane Fonda i Bruce Greenwood també s'unirien al repartiment.

### Enregistrament
La pel·lícula va ser filmada íntegrament a Pittsburgh, Pennsilvània, i es va iniciar el 14 d'abril de 2014.

## Música
El 25 de maig de 2014 James Horner va ser contractat per compondre la música per a la pel·lícula, però el 26 de setembre es va optar per Paolo Buonvino que va reemplaçar a Horner.